# 八楼駅
八楼駅（はちろうえき、中文表記: 八楼站、ウイグル語表記: بالۇ）は、中華人民共和国新疆ウイグル自治区ウルムチ市サイバグ区に位置するウルムチ地下鉄1号線の駅である。

## 歴史
- 2018年10月25日：1号線の駅として開業[1]。

## 隣の駅
ウルムチ地下鉄
■1号線
王家梁駅 - 八楼駅 - 新疆図書館駅